# Medaille van de Vastbeslotenheid om te zegevieren en de Militaire Vlag
De Medaille van de Vastbeslotenheid om te zegevieren en de Militaire Vlag (Vietnamees: "Huy chương quân kỳ quyết thắng ") is een onderscheiding van Vietnam. De medaille werd op 27 oktober 1984 ingesteld voor officieren, beroepssoldaten en medewerkers van defensie die 25 jaar opeenvolgend in het Volksleger hebben gediend,
Het is in uitvoering en decoratiebeleid een typisch voorbeeld van een Socialistische onderscheiding. De vroegere onderscheidingen van de Sovjet-Unie hebben als voorbeeld gediend.
Net als veel socialistische orden wordt ook de Medaille van de Vastbeslotenheid om te zegevieren en de Militaire Vlag aan een vijfhoekig gevouwen lint gedragen. De vorm is typisch Russisch en sluit niet aan bij Vietnamese tradities.
De eveneens bij jubilea toegekende Vietnamese Grote Orde van de Nationale Eenheid is hoger in rang dan deze medaille.